# Amicrocentrum exile
Amicrocentrum exile är en stekelart som beskrevs av Van Achterberg 1979. Amicrocentrum exile ingår i släktet Amicrocentrum och familjen bracksteklar. Inga underarter finns listade i Catalogue of Life.